# 김성은 (군인)
김성은(金聖恩, 1924년 12월 20일 ~ 2007년 5월 15일)은 제15대 대한민국 국방부 장관과 제4대 대한민국 해병대 사령관을 지냈던 대한민국의 군인이자 정치인이다.
2007년 5월 15일에 향년 84세로 별세한 그의 유해는 대한민국 대전광역시 유성구 갑동 국립대전현충원에 안장되어 있다.

## 학력
- 만주국 하얼빈 농업대학교 중퇴
- 대한민국 해군사관학교 1기
- 대한민국 조선경비보병학교 졸업
- 대한민국 육군대학 졸업
- 대한민국 국방대학교 행정학사 1기(1956년)
- 대한민국 국방대학원 행정학 석사

## 생애
경상남도 창원군 상남면 가음정리(현 창원시 성산구 가음정동)에서 태어나 1946년 대한민국 해군 참위(현 소위)로 임관, 1949년 대한민국 해병대 창설 당시 해병대에 참여하였다. 한국 전쟁에서 한국군 최초의 단독 상륙작전인 통영 상륙 작전을 지휘했는데 이 전투는 "귀신 잡는 해병대"라는 애칭 탄생의 계기가 되었다고 알려져 있다.
1961년 5월의 5·16 군사 정변에 참가하거나 이를 지지하지 않아, 다음 날부터 육군 본부에 출두 명령을 받았고, 해군 및 공군 참모총장과 함께 살해당할 뻔 하기도 했다. 이후에는 군사혁명위원회 위원, 국가재건최고회의 위원을 역임했다. 1962년 7월 18일부터 1963년 3월 4일까지 8개월 동안 제10대 대한민국 재향군인회 회장을 역임하였으며, 1963년 3월 16일부터 1968년 2월 27일까지 5년 동안 제15대 국방부 장관으로 재임했다. 특히 그는 역대 대한민국 국방부 장관 중 최장기 재임 장관인 동시에 현재까지 유일한 해병대 출신 장관이기도 하다. 1968년 1·21 청와대 기습 사건의 책임을 지고 국방부 장관을 사임하였다.
독실한 장로교(통합) 신자로 예편 후 서울 신당동의 신일교회에 출석하였으며, 노무현 정부 때는 후임자이기도 한 윤광웅 국방부 장관의 전시 작전권 환수 추진에 반대 운동을 벌였다. 2007년 5월 15일 서울특별시 서대문구 신촌동 세브란스병원에서 노환으로 별세했으며, 국립대전현충원 장군묘역에 안장되었다.

## 김성은관
2008년 포항의 대한민국 해병대 교육훈련단 내에 준공된 강당 김성은관은 그의 이름을 따서 지은 것이다.

## 상훈
1951년 통영 상륙작전의 공로로 태극무공훈장을 받았으며 을지무공훈장(2회), 충무무공훈장(2회), 무공포장, 보국훈장 국선장, 보국훈장 통일장 등이 있으며, 국외에서도 미국 은성훈장, 미국 지휘관최고훈장, 미국 동성훈장, 미국 공로훈장(2회), 대만 최고훈장, 태국 최고훈장, 월남 최고훈장, 말레이시아 최고훈장 등을 받았다.